# بوب ڤيتاليس
روبرت فيتاليس (بالإنجليزية:Robert Vitalis) هو مؤلف واستاذ جامعي في العلاقات الدولية المقارنة في جامعة بنسلفانيا التي انضم اليها في يوليو 1999 كاستاذ مشارك في العلوم السياسية وكمدير لمركز الشرق الأوسط وترك منصبه هذا في يوليو 2006. حصل على الدكتوراة في العلوم السياسية من معهد ماساتشوستس للتقنية في 1989. درس العربية في القاهرة حين كان هناك كاستاذ مقيم لمدة ثلاث سنوات يبحث فيها السياسات الاستراتيجية لمنشآت الأعمال المصرية. كان كتابه الأول في 1995 بعنوان (عندما يتصادم الرأسماليون: صراع الأعمال ونهاية الامبراطورية في مصر).

## مواضيع ابحاثه
- تشكيل الدولة والسوق في المملكة العربية السعودية
- الاقتصاد السياسي والثقافي في صناعة النفط العالمية
- التوسع الأمريكي
- تاريخ العلاقات الدولية ودراسات التنمية
- العرق ونظرية العلاقات الدولية الأمريكية

## مؤلفاته
- 2015: نظام العالم الابيض وسياسات القوة السوداء White World Order, Black Power Politics
- 2006: مملكة أمريكا وصناعة الأساطير على تخوم النفط السعودي America's Kingdom: Mythmaking on the Saudi Oil Frontier
- 1995: عندما يتصادم الرأسماليون: صراع الأعمال ونهاية الامبراطورية في مصر When Capitalists Collide: Business Conflict and the End of Empire in Egypt

## روابط خارجية
كتاب (America's Kingdom: Mythmaking on the Saudi Oil Frontier)
كتاب (When Capitalists Collide: Business Conflict and the End of Empire in Egypt)
محاضرة بعنوان (White World Order, Black Power Politics)